# Wagharszapat
Wagharszapat (orm. Վաղարշապատ; hist. Eczmiadzyn) – miasto w Armenii, w prowincji Armawir, nad granicą z Turcją, 18 km na zachód od Erywania; 46 tys. mieszkańców (2022), ośrodek handlowy i przemysłowy. Zabytkowy zespół katedralny - najstarszy kościół Armenii i całego byłego ZSRR, siedziba najwyższego patriarchy Apostolskiego Kościoła Ormiańskiego, noszącego tytuł Katolikosa Wszystkich Ormian. Czwarte pod względem wielkości miasto kraju.
W miejscu dzisiejszego Wagharszapatu osiedla istniały już w epoce kamienia, a potem w epoce brązu i żelaza. Z VIII wieku p.n.e. datuje się inskrypcja klinowa opisująca otwarcie kanału doprowadzającego wodę z rzeki Ildaruni do miasta Kwarlini, leżącego w miejscu centrum dzisiejszego Wagharszapatu. W VI wieku p.n.e. miasto zostało przebudowane i nazwane Wardkesawan.
Za panowania króla Armenii Tigranesa Wielkiego w I wieku p.n.e. miasto stało się ośrodkiem handlu i do pewnego stopnia się zhellenizowało.
W IV w. n.e. miasto straszliwie ucierpiało od najazdów perskich, a zwłaszcza za panowania króla perskiego Szapura II (310–379), który dokonał niszczącego najazdu na Armenię: po śmierci jej władcy Arszaka II, w roku 367, Szapur celowo wydał Armenię na łup swojej armii, wskutek czego zniszczeniu i rozgrabieniu uległo wiele miast w tym kraju, m.in. właśnie Wagarszapat.
Gruntownej przebudowie poddał miasto król Waharszak z dynastii Arsacydów, który panował w latach 378–386 n.e. Powstałe w ten sposób Waharszapat było drugą rezydencją królewską po stolicy Armenii – Artaszat. Po interwencji rzymskiej władzę w Armenii objął Pap (368–374), za którego panowania Katolikosi Wszystkich Ormian, czyli przywódcy Apostolskiego Kościoła Ormiańskiego, wybierani byli w Wagarszapacie, które w ten sposób awansowało do rangi stolicy tegoż Kościoła.
Ormiański „Kościół-Matkę” – katedrę w Eczmiadzynie – zaczęto budować już w 301, a ukończono w 303. Legenda głosi, że miejsce budowy katedry wskazał świętemu Grzegorzowi Oświecicielowi sam Chrystus – w każdym razie tak powstała nazwa „Edż Miacin”, znacząca „Zstąpienie Jednorodzonego”. Kompleks katedralny stał się siedzibą biskupów, a potem patriarchów Apostolskiego Kościoła Ormiańskiego, ośrodkiem szkolnictwa i nauki w czasach rozkwitu ormiańskiej kultury, które niedługo później nadeszły. Katedrę kilkakrotnie burzyły obce najazdy - dzisiejszy gmach pochodzi z 480. Katedrę odnowiono na początku VII wieku. Wtedy też zbudowano klasztory świętej Rypsymy (618) i świętej Gajany (632).
Na przełomie IV i V wieku w Eczmiadzynie przebywał z przerwami, twórca alfabetu armeńskiego (używanego aż po dziś dzień), Mesrop Masztoc (359–440). Jego pobyt w tym mieście miał miejsce w czasach panowania Chosroesa IV (385–388) z dynastii Arsacydów i później Masztoc przybył tutaj ponownie w roku 396, kiedy to został uroczyście powitany przez ówcześnie panującego Wramszapuha (392–414).
W X wieku, po niszczących najazdach Turków, Mongołów i Tatarów, okolice miasta zostały opuszczone przez ludność, która emigrowała do Cylicji i utworzyła kolejne ormiańskie państwo - Królestwo Małej Armenii. Wraz z wiernymi wyemigrowała także hierarchia duchowna, opuszczając Eczmiadzyn. Dopiero po upadku Małej Armenii, w 1441, Eczmiadzyn znów stał się siedzibą patriarchów. Nastąpił okres rozkwitu, trwający do XVII wieku. Wtedy wschodnia Armenia stała się polem wyniszczających granicznych wojen persko-tureckich, trwających do początku XIX wieku, które zrujnowały miasto i okolice. Kolejne lata na początku XIX wieku to dalszy wzrost konfliktów o kraje zakaukaskie między Rosją, Persją i Turcją. W 1804 roku wojska rosyjskie wkroczyły do Armenii i doszło do bitwy między nimi a armią perską w tymże roku, pod Eczmiadzynem, w której Persowie ponieśli klęskę, ale i Rosjanie nie mogli się wtedy tam utrzymać. Ostatecznie jednak w wyniku dalszych działań wojennych, w 1828 tereny te zdobyła nowa kaukaska potęga – Rosja. Z Persji powrócili Ormianie przesiedleni tam przymusowo przez szachów i Eczmiadzyn zaczął się spokojnie odradzać i rozwijać. Jednakże panowanie rosyjskie przyniosło również istotne zmiany m.in. właśnie dla władz kościelnych w Armenii, a szczególnie w Eczmiadzynie. Przede wszystkim carat ograniczył wpływy polityczne katolikosów w Eczmiadzynie, pozostawił jednak wszystkie prawa Eczmiadzyna do posiadłości ziemskich.
W 1915 rosyjska część Armenii stała się azylem dla Ormian uciekających przed falą tureckiego ludobójstwa. Gdy w 1918 Turcy wtargnęli w granice Rosji, Eczmiadzyn został obroniony wysiłkiem militarnym całego narodu – w bitwie pod Sardarapatem Turcy zostali zatrzymani przed Eczmiadzynem i zmuszeni do odwrotu. Po zakończeniu I wojny światowej Eczmiadzyn znalazł się w granicach dzisiejszej Republiki Armenii.
Kompleks katedralny w Eczmiadzynie jest świętością narodową Ormian i zabytkiem wpisanym na listę światowego dziedzictwa UNESCO (razem z kościołem św. Rypsymy i kompleksem kościelnym w pobliskim Zwartnoc). W eczmiadzyńskiej katedrze są przechowywane zabytkowe iluminowane rękopisy, ikony, rzeźby, krucyfiksy. Nad głównym wejściem wisi włócznia (Geghard), podobno ta, którą przebito bok Chrystusa na krzyżu.